# Partido Humanista (México)
El Partido Humanista fue un partido político nacional en México. El día 9 de julio de 2014 fue reconocido oficialmente como partido político por el Instituto Nacional Electoral de México. Contendió por única ocasión en las elecciones federales de 2015, además de presentar candidatos a distintos puestos populares estatales y municipales. Sus principales dirigentes fueron Ignacio Irys Salomón, Coordinador Nacional, y Javier Eduardo López Macías, Vicecoordinador Nacional, los cuales han formado parte de partidos políticos mexicanos en el pasado, principalmente aquellos que han colaborado en coaliciones con los partidos mayores como el PRI, PAN y PRD.

## Militantes más importantes
Javier Eduardo López Macías fue militante del Partido Acción Nacional por más de treinta años, también directivo de la Confederación Patronal de la República Mexicana (Coparmex), Secretario de Desarrollo Social en el Ayuntamiento de Torreón, funcionario del Presidente Vicente Fox Quesada, apoyó al Presidente Felipe Calderón Hinojosa y a su candidata a la Presidencia, no ganadora, Josefina Vázquez Mota. Fundó además la Unión Nacional Integradora de Organizaciones Solidarias y Economía Social (Unimoss), la cual agrupa a más de 80 organizaciones productores agrícolas.
Ignacio Irys Salomón fue dirigente de la Confederación Nacional Campesina ligada al Partido Revolucionario Institucional. Fue también presidente de la Coalición de Organizaciones Democráticas, Urbanas y Campesinas (CODUC) y cofundador de los siguientes partidos: Partido Socialista de los Trabajadores, Partido Mexicano Socialista, Partido del Frente Cardenista de Reconstrucción Nacional y Partido de la Revolución Democrática. En el año 2006 se alió con Patricia Mercado, para formar el Partido Alternativa Socialdemócrata y Campesina, partido federado dividido en dos secciones, la Campesina liderada por él, y la Socialdemócrata, ligada a Mercado
Rodrigo Espinoza López es líder sindical promotor de un sindicalismo que él denomina democrático. Actualmente, es representante de México ante la Organización Internacional del Trabajo y exconsejero titular de la Comisión Nacional de Salarios Mínimos. Fundó en 2011 la Agrupación Política Nacional: México Representativo y Democrático MRD la cual posteriormente, se adhirió al Frente Humanista, en la integración de dicho partido.

Cesar David Medina Malagon en el Norte del País fue parte de la campaña a gobernador de Fernando Elizondo Barragan, jefe de vinculación empresarial en el gobierno de la exalcaldesa de Monterrey Margarita Arellanes, fungio como parte de CODETUR en la administración de Jose Natividad González Parás así como coordinador de logística y anfitrión por parte de Nuevo León en la fundación Forum la cual realiza el Forum Universal de las Culturas en varias ciudades del mundo. Fundó la asociación jóvenes en acción así como varias asociaciones con fines de apoyo a los sectores marginados del estado en el que radica. Fue candidato a diputado federal por parte del Partido Humanista en las elecciones del 2015 en la cual se convirtió en el candidato con más votos a nivel nacional por parte del Partido Humanista.

## Creación
El 30 de enero de 2013, Irys Salomón, Ignacio López Pineda, Mario García Sordo, Laura Cortés Aguilar y Raul Callejas Sandoval en calidad de representantes legales de la organización Frente Humanista, notificaron al entonces Instituto Federal Electoral el propósito de dicha organización de constituirse como Partido Político Nacional.
Entre el 2 de septiembre de 2013 y el 24 de enero de 2014, se llevaron a cabo (470) asambleas, celebrándose 219 y cancelándose 251 por falta de quorum; asimismo la organización acreditó a 80,964 personas que asistieron a dichas asambleas y más de 270,966 afiliados. Por lo mismo, se procedió a realizar su Asamblea Nacional Constitutiva el 29 de enero de 2014.
Durante el proceso de registro, se reformó la Constitución en materia electoral (DOF del 10 de febrero), por lo que el Instituto Federal Electoral (IFE) se convirtió en el Instituto Nacional Electoral (INE) el 4 de abril y posteriormente se publicó la nueva Ley General de Instituciones y Procedimientos Electorales el 23 de mayo. Finalmente el Consejo General del nuevo instituto resolvió el 9 de julio de 2017 otorgarle el registro (Resolución INE/CG95/2014) bajo el nombre de Partido Humanista como partido político nacional, además de ordenárle actualizar sus estatutos al nuevo marco jurídico electoral.
Posteriormente, mediante Acuerdo INE/CG106/2014 del Instituto Nacional Electoral, se le otorgó a dicho partido, el financiamiento público por la cantidad de $31,756,550.79 de pesos mexicanos. Finalmente, mediante Acuerdo INE/CG277/2014 el Instituto Nacional Electoral declaró la procedencia constitucional y legal de las modificaciones a los Estatutos del Partido Político conforme al texto aprobado por su Primera Asamblea Nacional Extraordinaria, celebrada el día veinte de septiembre de dos mil catorce y de conformidad con los Considerandos de la presente Resolución.

## Jóvenes Humanistas
El Partido Humanista se ha distinguido por el trabajo que está realizando junto con la Juventud Mexicana, dando prioridad a que los Jóvenes trabajen en beneficio de sus comunidades.
El Partido contó con una Secretaría Juvenil a nivel nacional, encabezada por  Víctor Eduardo Armendariz y una Secretaría Juvenil por estado. En otros Estados tomaron relevancia, como en Veracruz, donde el titular de la Secretaría es Joan Ignacio Polo Jiménez, hijo del Líder Sindical Magisterial Luis Alonso Polo Villalobos, en Cancún Iván Rodríguez Ruiz el cual es Conferencista de creencias cristianas y en Guerrero Rocio Lizandy Alvear Bravo.

## Ideología
El partido no tiene definida una ideología política que encuadre dentro de la geometría política, como partido de "izquierda" o de "derecha". Algunos de sus integrantes son exmiembros del Partido Acción Nacional y otros más, provienen del Partido de la Revolución Democrática, Partido Alternativa Socialdemócrata y Campesina, Partido México Posible, Partido Democracia Social, Partido de Frente Cardenista de Reconstrucción Nacional, entre otros.
El símbolo de este partido es un colibrí que vuela de derecha a izquierda y su lema el humanismo, es decir, poner a la dignidad humana por delante de otros intereses.
Asimismo el Partido Humanista ha utilizado como sus principales referentes al Partido Acción Ciudadana de Costa Rica y al Partido Podemos de España, nacido este último, del movimiento social de "los indignados" a consecuencia de la crisis española.
Las decisiones del Partido, derivan de un órgano colegiado denominado Junta de Gobierno, cuya estructura difiere al de los demás partidos políticos del país, toda vez que las decisiones se asumen, a través del consenso o por mayoría calificada de sus integrantes. No existe en dicho partido, la figura del Presidente de Partido.

## Críticas
SDP Noticias, en una publicación de 7 de julio de 2014 afirmó que Felipe Calderón Hinojosa, expresidente de México, y su esposa Margarita Zavala, se encontraban detrás del partido. Hecho que ha sido descalificado, por el propio Felipe Calderón, a través de su Twitter, así como por los miembros de la Junta Nacional de Gobierno del Partido Humanista.
También inclusive, Ricardo Pascoe considera que la formación del Partido Humanista podría ser “un esfuerzo de algún sector del PRI, preocupado ante las elecciones intermedias de 2015, para mermarle fuerza al PAN”.

## Controversias judiciales
El Partido Humanista ha promovido una serie de controversias judiciales ante el Tribunal Electoral del Poder Judicial de la Federación en defensa de su derechos, por citar algunos de ellos, se encuentran los siguientes:
- Juicio de Revisión Constitucional Electoral SUP-JRC-447/2014 en contra de la Sala Administrativa y Electoral del Poder Judicial del Estado de Aguascalientes, por la asignación de recursos de financiamiento público consistentes en el 1% de las prerrogativas asignadas a los partidos políticos de nueva creación, derivado de la inconstitucionalidad al artículo 51 fracción IV del Código Electoral del Estado de Aguascalientes. El Tribunal ordena al Instituto Estatal Electoral del Estado de Aguascalientes, re presupueste, el financiamiento que conforma a derecho le corresponde a dicho Partido.[8]

- Juicio de Protección de los Derechos Político Electorales del Ciudadano SUP-JDC-154/2015, Eduardo Sánchez Pérez y otros, promovieron juicio en contra de la Convocatoria de fecha 29 de diciembre de 2014, en el que se convocó a la Tercera Sesión Extraordinaria del Consejo Nacional para aprobar la plataforma electoral y la aprobación del presupuesto anual de ingresos y egresos del partido, el cual fue declarado por la Sala Superior del Tribunal Electoral como improcedente, recauzando dicho juicio a una impugnación intrapartidista; atendiendo al principio de autoorganización de los partidos políticos, para impugnar internamente dicha determinación en la Comisión de Orden y Legalidad del Partido, como requisito previo a la interposición del juicio de inconformidad.[9]

## Pérdida del Registro Nacional
En la elección federal del 7 de junio de 2015 obtuvo solo el 2.1453% de la votación no alcanzando el 3.0000% necesario para conservar su registro, por lo que el INE se lo retiró el 3 de septiembre de 2015 (DOF 8 sep.). El Partido Humanista inició una batalla legal para conservar el registro, resolviendo la Sala Superior del Tribunal Electoral del Poder Judicial de la Federación el 23 de octubre. Finalmente, el Consejo General del INE ratificó la pérdida del registro el 6 de noviembre (acuerdo INE/CG937/2015).

## Partido Humanista después de perder el registro
En el mismo proceso electoral de 2015, en la votación local en el Distrito Federal obtuvo el 3.55%, por lo que el 19 de noviembre pidió formalmente obtener el registro local como partido político. Finalmente el Instituto Electoral del Distrito Federal aprobó otorgarle el primer registro local de esta entidad el 2 de diciembre de 2015 bajo la denominación de Partido Humanista del Distrito Federal.Después de las elecciones del 2015 logró conservar su registro en Baja California Sur y Morelos.
Tras obtener menos del 3% en las elecciones locales del 2018 de la Ciudad de México el partido Humanista perdería su registro.Perdería su registro también en el estado de Morelos tras las elecciones locales del 2021, donde obtendría 2.21% del voto válido, menos del 3% requerido.